# Sądkowa
Sądkowa – wieś w Polsce położona w województwie podkarpackim, w powiecie jasielskim, w gminie Tarnowiec. Wieś leży na lewym brzegu rzeki Jasiołki, na wzniesieniu sięgającym ok. 30 m nad poziomem doliny.
| SIMC    | Nazwa | Rodzaj    |
| ------- | ----- | --------- |
| 0361175 | Tłoki | część wsi |

W latach 1975–1998 miejscowość administracyjnie należała do województwa krośnieńskiego.
Sądkowa była do końca XV wieku w posiadaniu Sądkowskich a w XVI wieku przeszła na własność Glińskich. Na początku XX wieku Sądkową rozparcelowano.
Wierni kościoła rzymskokatolickiego należą do parafii Narodzenia Najświętszej Maryi Panny w Tarnowcu w dekanacie Jasło Wschód, diecezji rzeszowskiej.